# Вальверде-де-Алькала
Вальверде-де-Алькала (ісп. Valverde de Alcalá) — муніципалітет в Іспанії, у складі автономної спільноти Мадрид. Населення — 449 осіб (2010).
Муніципалітет розташований на відстані близько 34 км на схід від Мадрида.

## Демографія
Динаміка населення (INE ):